# Lac Vaudray
Le lac Vaudray est un plan d'eau douce situé surtout dans le territoire de la ville de Rouyn-Noranda, dans la région administrative de l'Abitibi-Témiscamingue, au Québec, au Canada.
La villégiature est développée sur la rive Est du lac Vaudray.
La Réserve de biodiversité des Lacs-Vaudray-et-Joannès couvre le territoire autour du lac Vaudray, soit le lac de tête du bassin versant de la rivière Vaudray. Ce lac de tête est desservi par le chemin Joanes-Vaudray dans le sens Nord-Sud, soit sur la rive Est du lac.
Annuellement, la surface du lac est généralement gelée de la mi-novembre à la fin avril, néanmoins, la période de circulation sécuritaire sur la glace est habituellement de la mi-décembre à la mi-avril.

## Géographie
Les bassins versants voisins du lac Vaudray sont :
- côté nord : lac Bousquet, lac Chassignolle, rivière Villemontel, rivière La Pause ;
- côté est : rivière Darlens, rivière Bousquet, lac Malartic, lac Preissac, rivière Serment ;
- côté sud : rivière Vaudray, rivière Serment, rivière Kinojévis, rivière des Outaouais ;
- côté ouest : lac Bruyère, rivière Dufault, rivière La Bruyère, rivière Villemontel.

Le lac Vaudray est situé à 29 km à l’est du centre-ville de Rouyn-Noranda, à 9,8 km au sud de la voie ferrée du Canadien National, à 8,0 km au sud-ouest de l’embouchure de la rivière Vaudray et à 40,3 km au sud-ouest du lac Malartic.
De forme allongée dans le sens nord-sud, épousant la forme d’une chenille, le lac Vaudray constitue le plan de tête principal de la rivière Vaudray, affluent du lac Chassignolle lequel se déverse vers l’est dans le lac Preissac. Ce dernier se déverse à son tour vers le nord dans la rivière Kinojévis, un affluent de la rivière des Outaouais.

## Toponymie
Le terme « Vaudray » constitue un patronyme de famille d’origine française.
L'hydronyme « lac Vaudray » a été officialisé le 5 décembre 1968 à la Commission de toponymie.